# Carinata bifurcata
Carinata bifurcata är en insektsart som beskrevs av Li och Novotny 1997. Carinata bifurcata ingår i släktet Carinata och familjen dvärgstritar. Inga underarter finns listade i Catalogue of Life.